# Masha Dashkina Maddux
Mariya "Masha" Dashkina Maddux (Kiev, 1986) es una bailarina moderna ucraniana y profesora de danza. Es ex bailarina principal de la compañía Martha Graham y es la fundadora y directora del festival de la danza en Wake Forest, Carolina del Norte.

## Primeros años y educación
Mariya Dashkina Maddux nació en 1986 en Kiev, Ucrania. De niña estudió ballet clásico, entrenando en el método Vagánova. Se mudó a los Estados Unidos como joven adulta y estudió con Ruth Weisen en el «Thomas Armour Youth Ballet» en Miami, Florida. Se graduó de la «New World School of the Arts».

## Carrera
En 2007, Dashkina Maddux se unió a la compañía Martha Graham en la ciudad de Nueva York y finalmente fue promovida al rango de bailarina principal. Actuó en muchos papeles principales en obras de Martha Graham incluyendo a la Novia en [Appalachian Spring]]. Junto con las obras de Graham, Dashkina Maddux también interpretó obras de coreógrafos contemporáneos como Ana Sokolow y Robert Wilson. Apareció en un video instructivo de la técnica Martha Graham para principiantes.
Ha aparecido en las revistas «Dance», «Dior» y «Broadway Dance», y en la película «Fall to Rise», dirigida por Jayce Bartok. También ha modelado para fotógrafos de danza y apareció en los libros «Dessert Flower» de Guillermo Licurgo y «The Art of Movement» de Ken Browar y Deborah Ory.
Dashkina Maddux ha enseñado ballet y danza moderna en la Universidad de Carolina del Norte en Greensboro. En 2017, fundó el festival público de la danza en Wake Forest, en asociación con el Departamento de Parques y Recreación de Wake Forest, y se desempeña como su directora. Es embajadora de «Dancing Angels Foundation», una fundación de becas para estudiantes bailarines.
En 2018, recibió el Premio Alto Jonio al Mejor Bailarín.